# Zlosela
Zlosela är en ort i Bosnien och Hercegovina.   Den ligger i entiteten Federationen Bosnien och Hercegovina, i den centrala delen av landet, 90 km väster om huvudstaden Sarajevo. Zlosela ligger 1 150 meter över havet och antalet invånare är 394.
Terrängen runt Zlosela är kuperad åt sydost, men åt nordväst är den platt. Närmaste större samhälle är Bugojno, 19,3 km öster om Zlosela. 
Omgivningarna runt Zlosela är en mosaik av jordbruksmark och naturlig växtlighet. Runt Zlosela är det ganska tätbefolkat, med 93 invånare per kvadratkilometer.